# Conostegia xalapensis
Conostegia xalapensis es una especie de planta fanerógama perteneciente a la familia Melastomataceae. Es originaria de América Media. 

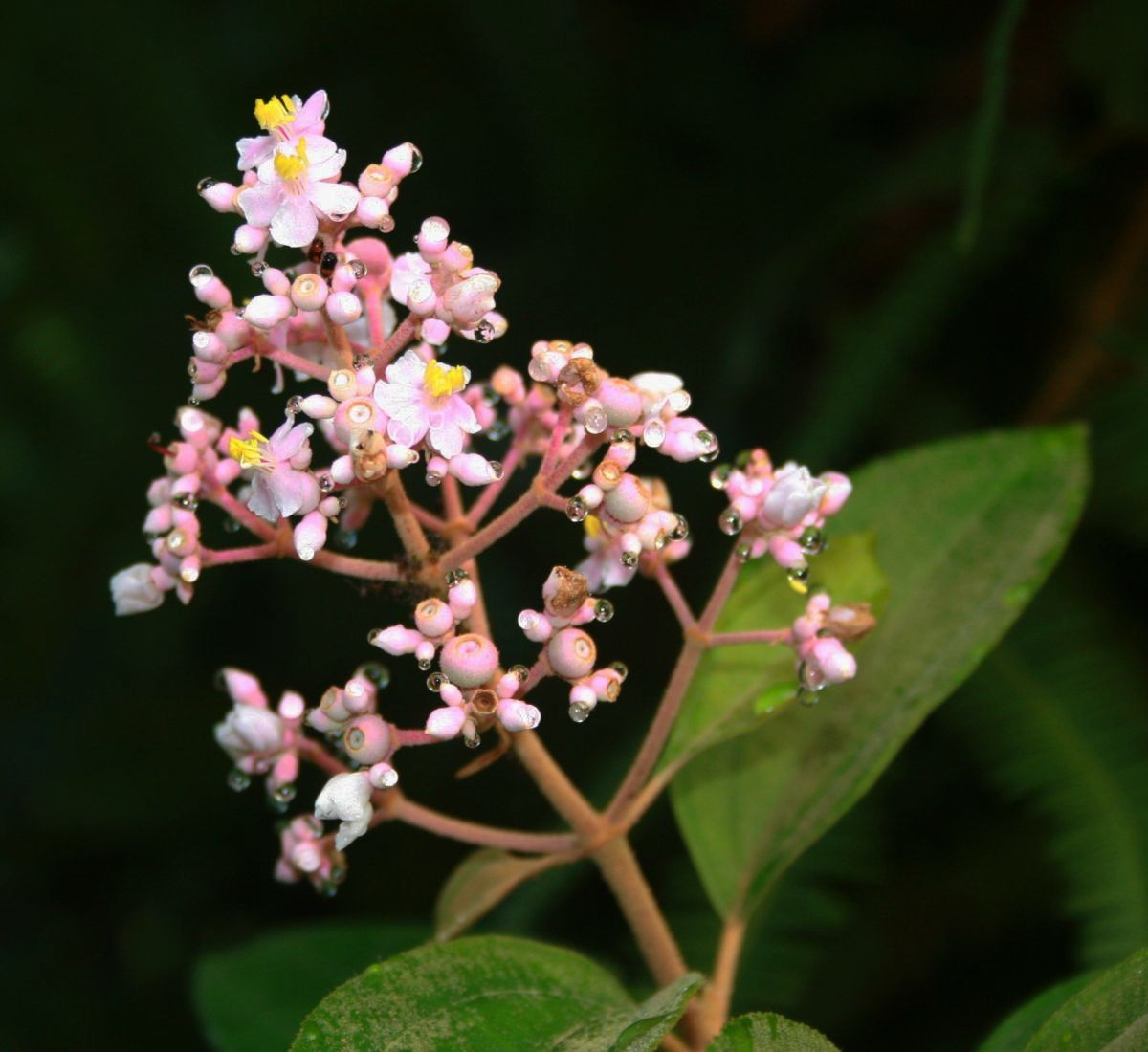
Inflorescencia

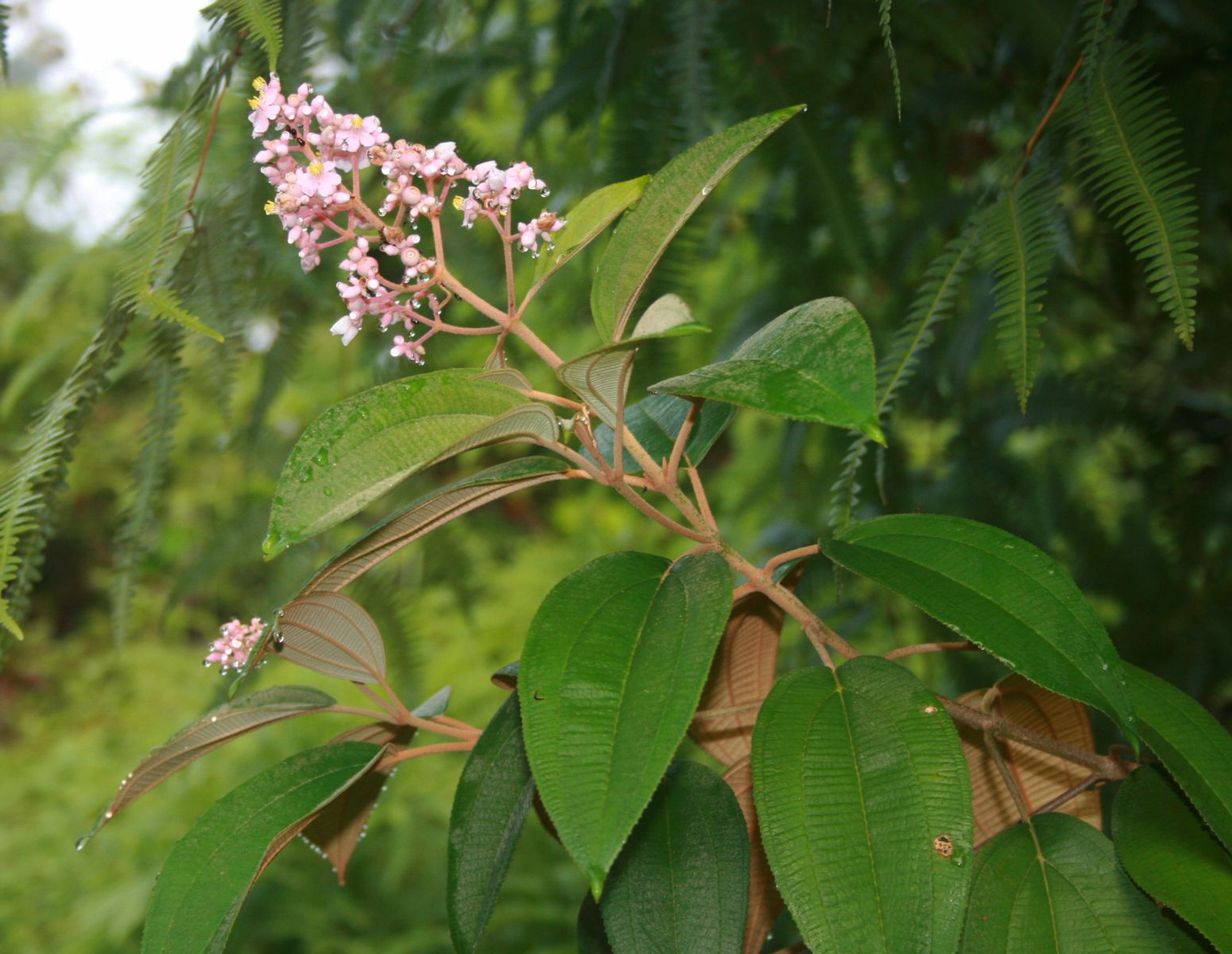
Vista de la planta

## Descripción
Son arbustos o pequeños árboles que alcanzan de 1.5 a 7 m de altura. Las ramas, el envés de las láminas de las hojas, y los pecíolos están cubiertos de un denso tomento estrellado, rojizo o blanquecino. 
Las hojas son oblongo-lanceoladas a oblanceoladas u ovado-lanceoladas, de 7.7 a 19.7 cm de largo y de 1.7 a 6.5 cm de ancho. El ápice es agudo a acuminado, uniéndose a una base redondeada y margen dentado o denticulado al menos distalmente; cuando maduran, son esencialmente glabras en la cara superior, con 3 a 5 plíngulas.
Presenta inflorescencias de 4.5 a 9 cm de largo, densamente estelado-tomentosas, con una mezcla de algunos tricomas plumosos; sus flores son sésiles o subsésiles, con brácteas subuladas de 2 a 4 mm de largo y 0,5 mm de ancho, caducas y botones florales piriformes, de 6-7 mm de largo, cubiertos de tricomas estelados sésiles. La caliptra mide de 2,5 a 3 mm de largo, de aguda a apiculada. Tiene cinco pétalos de 4-6 mm de largo y 4-5 mm de ancho, blancos o rosados pero típicamente amarillos cuando están secos; estambres 10-11, estambres de 2.5 mm de largo, tecas de 1.5-2.5 mm de largo; estigma no conspicuamente acampanado, de unos 0.5 mm de diámetro, ovario locular, el collar evidente como un margen mayormente de 0.25 mm de alto pero esencialmente desapareciendo en las bayas maduras. Las semillas son piramidales y angulosas, de 1 mm de longitud.

## Distribución y hábitat
Es una especie común, que se encuentra en sabanas, bosques de pino, bosques nublosos y bosques de galería a una altitud de 0-1850 m s. n. m. todo el año, desde México hasta Colombia y Cuba. 

## Taxonomía
Conostegia xalapensis fue descrita por (Bonpl.) D.Don ex DC. y publicado en Prodromus Systematis Naturalis Regni Vegetabilis 3: 175. 1828.

### Sinonimia
- Conostegia lanceolata Cogn.
- Conostegia minutiflora Rose
- Conostegia viridis Cogn. ex Donn. Sm.
- Conostegia viridis var. angustifolia Cogn. ex Donn. Sm.
- Melastoma xalapense Bonpl.[2]